# John Legend
John Roger Stephens, més conegut com a John Legend (Springfield, Ohio, 28 de desembre de 1978) és un cantant, compositor, pianista, actor i productor estatunidenc. Ha guanyat onze premis Grammy, un Globus d'Or i un Oscar. El 2007, Legend va rebre el Premi "Hal David Starlight" del Saló de la Fama dels Compositors. El 17 de setembre de l'any 2018, es converteix en un artista EGOT, per haver guanyat els premis Emmy, Grammy, Oscar i Tony.
Abans del llançament de l'àlbum debut de Legend, la seva carrera va enlairar-se a través d'una sèrie de col·laboracions amb diversos artistes de renom. En diversos punts de la seva carrera, Legend ha col·laborat en senzills com "Getting Nowhere" de Magnetic Man, "All the Lights" de Kanye West i "This Way" d'Slow Village, així com a "Encore" de k-pop, a la tornada de la cançó d'Alicia Keys "You don't Know My Name", al remix que va fer Kanye West a la cançó de Britney Spears "Me Against the Music" i "High Road" de Fort Minor. Legend també va tocar el piano a "Everything Is Everything" de Lauryn Hill.
Pel seu treball en solitari, va guanyar un "número 1" a la llista Billboard Hot 100 amb "All of Me" l'any 2013. Va guanyar el Premi de l'Acadèmia a la Millor Cançó Original el 2015 per escriure la cançó "Glory" de la pel·lícula Selma.
Actualment és coach al reality show de NBC The Voice, amb Kelly Clarkson, Nick Jonas i Blake Shelton.

## Discografia

### Àlbums d'estudi
- Get Lifted (2004)
- Once Again (2006)
- Evolved (2008)
- Love in the Future (2013)
- Darkness and Light (2016)[5]
- A Legendary Christmas (2018)
- Bigger love (2020)

### Col·laboracions
- Wake Up! (amb The Roots) (2010)

## Filmografia
| Televisió    | Televisió                                     | Televisió               | Televisió                                  |
| Any          | Títol                                         | Paper                   | Notes                                      |
| ------------ | --------------------------------------------- | ----------------------- | ------------------------------------------ |
| 2006         | Sesame Street                                 | Ell mateix              |                                            |
| 2007         | Curb Your Enthusiasm                          | Ell mateix / Intèrpret  | Final de la temporada 6, "The Bat Mitzvah" |
| 2007         | Las Vegas                                     | Ell mateix / Artista    | Temporada 4, Episodi 11, "Wagers of Sense" |
| 2008         | A Colbert Christmas: The Greatest Gift of All | Forest Ranger           | Christmas Special                          |
| 2009         | The People Speak                              | ell mateix              | Documental                                 |
| 2010         | Dancing with the Stars                        | Ell mateix / Intèrpret  |                                            |
| 2011         | Royal Pains                                   | Ell mateix / Intèrpret  | "Listen to the Music"                      |
| 2015         | The Tonight Show with Jimmy Fallon            | Ell mateix / Intèrpret  | Interpretant amb Meghan Trainor            |
| 2015         | Lip Sync Battle                               | Ell mateix / Concursant | 2 d'abril de 2015                          |
| 2015         | Hollywood Game Night                          | Ell mateix / Concursant | Temporada 3, Episodi 1                     |
| 2016-present | Underground                                   |                         | Productor                                  |
| Cinema       |                                               |                         |                                            |
| Any          | Títol                                         | Paper                   | Nota                                       |
| 2008         | Sesame Street: Elmo Loves You!                | Ell mateix              |                                            |
| 2008         | Soul Men                                      | Marcus Hooks            |                                            |
| 2016         | La La Land                                    | Keith                   |                                            |
| 2016         | Southside with You                            |                         | Productor                                  |